# Mieczysław Brodowski
Mieczysław Brodowski (ur. 24 listopada 1888, zm. 22 maja 1915) – działacz socjalistyczny i niepodległościowy, żołnierz I Brygady Legionów Polskich.

## Życiorys
Urodził się 24 listopada 1888 r. w Parchocinie (pow. stopnicki) jako syn Edwarda, nauczyciela, i Ewy z d. Cyrańskiej. Miał brata Wacława, żołnierza 1. pułku ułanów Legionów Polskich, kawalera Krzyża Walecznych i Krzyża Niepodległości, który ranny 23 czerwca 1915 r. dostał się do niewoli rosyjskiej i w niej zmarł. Mieczysław Brodowski studiował medycynę na Uniwersytecie Jagiellońskim. Od 1911 roku należał do Polskich Drużyn Strzeleckich w Krakowie.
Od samego początku wojny i utworzenia oddziałów Piłsudskiego Brodowski służył w Legionach. Od października 1914 roku został adiutantem II baonu. Już w pierwszych nominacjach oficerskich został mianowany podporucznikiem.
1 stycznia 1915 został mianowany porucznikiem i wkrótce otrzymał dowództwo 1 kompanii II baonu 5 pułku piechoty. Następnie został dowódcą 4 kompanii II baonu. Następnie został przeniesiony do 1 pułku piechoty, gdzie został mianowany dowódcą 1 kompanii w III baonie. 
22 maja 1915 zginął w czasie walk w rejonie Kozinek – bitwa pod Konarami.
Mieczysław Brodowski został pochowany na cmentarzu w Samotni m.in. razem z poległym trzy dni wcześniej, prawie w tym samym miejscu dowódcą Kazimierzem Herwinem-Piątkiem. 14 grudnia 1938 pochowanych na cmentarzu Polaków przeniesiono na cmentarz legionowy w Górach Pęchowskich.

## Ordery i odznaczenia
- Krzyż Srebrny Orderu Wojennego Virtuti Militari[6]
- Krzyż Niepodległości pośmiertnie w 1930[7].